# JHWH

Hebräisches Tetragramm

JHWH (hebräisch יהוה) ist der Eigenname des Gottes Israels in der hebräischen Bibel (Tanach). Zu Beginn der Zehn Gebote stellt sich dieser Gott seinem Volk wie folgt vor:
| Ex 20,2–3 |  | Ex 20,2–3                                                                       |
| Ich bin der HERR, dein Gott, der ich dich aus dem Land Ägypten, aus dem Sklavenhaus, herausgeführt habe. Du sollst keine andern Götter haben neben mir. |  | אָנֹכִי יהוה אֱלֹהֶיךָ אֲשֶׁר הֹוצֵאתִיךָ מֵאֶרֶץ מִצְרַיִם מִבֵּית עֲבָדִים לֹא יִהְיֶה־לְךָ אֱלֹהִים אֲחֵרִים עַל־פָּנָי |

In der Bibel ist JHWH der gnädige Befreier und gerechte Bundespartner des erwählten Volkes Israel und zugleich der Schöpfer, Bewahrer, Richter und Erlöser der ganzen Welt. Er wird dort auch mit dem Gattungsbegriff Elohim („Götter“) oder El („Gott“) bezeichnet und mit verschiedenen Attributen verbunden.
Das Judentum vermeidet traditionell das Aussprechen des Gottesnamens und verwendet als Ersatzlesungen die Worte Adonai („mein Herr“; eigentlich Plural) oder HaSchem („der Name“). Seit der Spätantike wurden deren Vokalzeichen dem Gottesnamen JHWH in Bibelhandschriften hinzugefügt. Dessen ursprüngliche Aussprache ist unbekannt.

## Das Tetragramm

### Langform
Der biblische Gottesname besteht aus den vier hebräischen Konsonanten Jod, He, Waw, He. Er wird daher auch Tetragramm (Vierfachzeichen) genannt. In der heutigen Biblia Hebraica Stuttgartensia erscheint dieser Name 6828-mal. JHWH ist damit der weitaus häufigste biblische Eigenname. Da dieser im Tanach nie mit anderen Namen kombiniert ist, gilt er als der eigentliche Gottesname.
Auch alle außerbiblischen Belege des Tetragramms bezeichnen diesen Gott. Die Mescha-Stele (um 840 v. Chr.) belegt ihn erstmals als (hier unterlegenen) Volksgott der Israeliten parallel zum Volksgott der Moabiter.
Fragmente aus dem 9. Jahrhundert v. Chr. in Kuntillet ʿAdschrud nennen JHWH neben den Gottheiten Ba’al und Aschera (einer Fruchtbarkeitsgöttin) sowie Ortsnamen wie smrn. Diese Inschriften gelten als Belege für einen JHWH-Tempel in der Stadt Samaria und für einen zeitweisen Synkretismus im Nordreich Israel. Dieser und die Götter Baal und Aschera wurden im Tanach später strikt abgelehnt.
Geschäftsbriefe aus Arad und Lachisch (7./6. Jahrhundert v. Chr.) verwenden nur noch den Gottesnamen JHWH als stilisierten Gruß, Segenswunsch oder Schwurformel, etwa: „JHWH möge meinen Herrn hören lassen [gute Nachricht] gerade jetzt“ oder „So wahr JHWH lebt!“ Demnach hatte sich bis dahin in Israel eine Abkehr von synkretistischer Monolatrie vollzogen und der exklusive JHWH-Glauben durchgesetzt.
In Keilschrift ist der selbständige Gottesname JHWH bisher nicht belegt.

### Kurzformen
Ähnlich buchstabierte Gottesnamen sind im Alten Orient lange vor der Niederschrift des Tanach belegt. Tontafeln aus Ugarit (15. Jahrhundert v. Chr.) nennen einen jw als „Sohn des El“. Eine altägyptische Ortsnamensliste aus der Zeit von Amenophis III. (1402–1363 v. Chr.) nennt „das Land der Schasu-Nomaden von jhw“. Dieses Wort wird oft als Gottesname gedeutet, weil die Liste auch andere Ethnien nach ihren Göttern benennt. Eine Liste aus der Zeit von Ramses II. (1279–1213 v. Chr.) gibt als Wohngegend dieser Nomaden s-rr an: Dies wird auf das südöstlich von Palästina gelegene Gebirge Seir gedeutet. Da einige Bibelstellen den Seir als Herkunftsort JHWHs nennen, wird seine Identität mit jhw vermutet.
Von etwa 550 bis 410 v. Chr. verehrten jüdische Soldaten in einem Tempel auf der Flussinsel Elephantine in Ägypten Jhw (JHWH) als Hauptgott neben ägyptischen, babylonischen und nordwestsemitischen Göttern. Eid- und Segensformeln in damaligen Elephantine-Papyri verbinden die Namen ägyptischer Lokalgötter wie Anat und Chnum mit den Namen Jhw und Jhh, die für JHWH stehen.
Die Kurzformen jw, jh, jhw, jhh und hjw sind in und außerhalb der Bibel immer theophorer („Gott-tragender“) Bestandteil von Personennamen, meist als erste Silbe, seltener als letzte und nie in der Wortmitte. Die Vorsilbe Jhw- (vokalisiert Jeho- oder Jahu-) verkürzte sich zu Jw- (Jo- oder Ja-), die Nachsilbe -jhw verkürzte sich zu -jh (-jah) oder -jw (-jo oder -jaw). Solche Namen sind archäologisch ab etwa 950 v. Chr. belegt und bezeichnen immer Israeliten und Judäer, frühestens ab 500 v. Chr. in Elephantine eventuell auch Perser und Ägypter.
Nur die seltene Kurzform Jh erscheint in der Bibel für sich, etwa in Ex 15,2  und im Ausruf Hallelu Jah („lobet Gott!“) in einigen Psalmen.

### Etymologie
Frühere Alttestamentler versuchten, die Langform JHWH aus den Kurzformen abzuleiten. Godfrey Rolles Driver (1928) sah den ekstatischen Ausruf „Jah“ im Lied am Schilfmeer als Ursprung, Bernardus Dirks Eerdmans (1948) die zweisilbige Kurzform Ja-Hu. Er deutete sie als Lautmalerei von Blitz und Donner, sah JHWH also ursprünglich als Gewittergott. Auch Sigmund Mowinckel (1961) sah Ja Hu als Ursprungsform, erklärte sie aber mit Bezug auf Verse wie Jes 43,10  und Ps 102,27  als emphatischen Kultruf („Oh Er!“).
Die Gesetze der hebräischen Sprache erklären jedoch eher die Kurzformen aus der Langform als umgekehrt: In Verben gehen geschlossene Silben oft in offene über, während Namensendungen als Matres lectionis wegfallen können. Die Langform wird aus den Verben hwh oder hjh abgeleitet. Hwh bedeutet im Altarabischen „fallen“, „wehen“ oder „lieben, begehren“. Im 19. Jahrhundert deuteten manche Exegeten den Namen daher kausativ als „der Fällende“, „der Wehende“ oder übersetzten ihn imperfektisch mit „Er fährt durch die Lüfte, er weht“. Auch sie hielten JHWH ursprünglich für einen Wettergott.
Meist wird die Langform als Form des hebräischen Verbs hjh oder seines aramäischen Äquivalents hwh für „sein“ in der dritten Person Singular Imperfekt aufgefasst. Diese Form ähnelt einigen babylonischen oder amoritischen Personennamen. Da hjh auch „leben, existieren, dasein, wirksam werden“ bedeutet, übersetzte Wolfram von Soden (1966) JHWH mit „Er ist“, „Er erweist sich“ (als gegenwärtig, mächtig, helfend). William Foxwell Albright (1968) und andere übersetzten JHWH als Kausativ von hebräisch hjh im Sinne einer Schöpfungsaussage: „Er, der Sein schafft“, „der ins Dasein ruft“, „der veranlasst zu werden“.
Die Kausativform kommt jedoch im Tanach nicht vor und widerspricht Ex 3,12 , das den Namen als „Beistandsformel“ im Kontext auf den Auszug aus Ägypten bezieht. So wird auch die Selbstvorstellung „Ich bin der, der ich bin“ in Ex 3,14  als Zusage verstanden, das Volk Israel könne sich auf JHWHs Dasein und rettende Hilfe verlassen. Der Exodusgott JHWH wurde erst später mit dem Weltschöpfer El der Kanaaniter identifiziert.
Im Anschluss an Gerhard von Rad (1962) betonen viele Alttestamentler, dass die Etymologie des Gottesnamens seine Bedeutung im Tanach nicht erklärt. Laut Antonius H. Gunneweg (1993) ist eine theologisch reflektierte Deutung des Namens JHWH als Aussage über Gottes Dasein und Wesen für die sprachliche Herkunft noch nicht anzunehmen. Eine Schöpfungsaussage sei wegen der biblischen Exodus- und Sinaibindung dieses Namens unwahrscheinlich. Da der Tanach nirgends auf Ex 3,14 zurückkommt, meinte Rainer Albertz (1996), die Israeliten hätten die vermutete vorbiblische Bedeutung dieses Namens nicht mehr gekannt.

### Herkunftshypothesen
Woher der Gottesname JHWH stammt, wo und wann die Israeliten ihn kennenlernten, ist ungeklärt. Nach einer seit Julius Wellhausen (1878) vertretenen These verehrten die Midianiter und Keniter einen Berggott namens JHWH. Diesem Kult hätten sich einige Israelitenstämme früh angeschlossen. Die These geht von Ex 3,1 aus, wonach Mose JHWH am Berg Horeb in Midian (Ex 2,15) begegnete, als er Hirte und Schwiegersohn des „Priesters von Midian“ war. Dieser Priester, hier genannt Jitro, opfert später JHWH als höchstem Gott auf dem „Gottesberg“ zum Dank für den Exodus der Israeliten und feiert mit deren Ältesten ein Mahl (Ex 18,1–12). Dies deutete Karl Budde (1900) als Übertritt der Israeliten zum JHWH-Kult der Midianiter, Volker Haarmann (2008) dagegen umgekehrt als Hinwendung eines Nichtisraeliten zu Israels Gott JHWH.
Nach Ri 4,11 hieß Moses Schwiegervater Hobab und gehörte zu den Kenitern; nach Num 10,29–32 führte er die Israeliten durch die Wüste. Die Keniter gelten daher biblisch als Freunde der Israeliten (1 Sam 15,6; 30,29). Weil ihr nomadischer Stammvater Kain laut Gen 4,15f. durch ein Zeichen JHWHs vor Ausrottung geschützt wird, sah etwa Ludwig Köhler (1966) auch sie als vorisraelitische JHWH-Verehrer und als Teilvolk der Midianiter an. Der Gottesberg im Land Midian (Ex 3,1) wurde wegen Ex 19,1.11 mit dem „Berg Sinai“ identifiziert und wegen der Theophanie-Motive von Rauch, Feuer und Erdbeben in Ex 19,18 als tätiger Vulkan gedeutet (seit Hermann Gunkel 1903). Das schloss die seit etwa 300 übliche Lokalisierung auf der Sinai-Halbinsel aus. Tätige Vulkane gab es in der fraglichen Zeit nur in Nordwestarabien, östlich des Golfs von Akaba.
Antonius H. Gunneweg (1964), Ernst Axel Knauf (1988), Klaus Koch (1998) und andere führten die Midianiterthese fort und zogen dafür auch Stellen heran, die ein „Kommen JHWHs vom Sinai“ mit an Ex 19 erinnernden Theophaniemotiven (Regen, Gewitter, Erdbeben, Aufleuchten) und den Ortsnamen „Seir“ und Edom verbinden (Ri 5,4f.; Dtn 33,2; Hab 3,3; vgl. Ps. 68,9). Der Seir war ein Gebirgszug im Gebiet der Edomiter südöstlich des Toten Meeres. Daher wurde der Herkunftsort JHWHs dort oder noch weiter südlich im Midianitergebiet vermutet. Diese Lokalisierung sahen Rainer Albertz (1992), Werner H. Schmidt (1997), Othmar Keel (2007) und andere durch die Angaben „(Land der) Schasu-jhw“ und „Schasu-s’rr“ in Ortslisten von Pharaonen bestätigt. Unklar ist jedoch, ob jhw in diesen Listen einen Gottesnamen meint; die Schasu-jhw werden darin auch auf Gegenden nördlich von Israel bezogen. „Sinai“ meint in den Bibelstellen außerhalb der Tora eine Gegend, keinen Einzelberg. Nach Henrik Pfeiffer (2005) sind diese Stellen alle nach 539 v. Chr. entstanden, literarisch voneinander abhängig und daher für die Midianiterthese nicht verwendbar. Daher sei JHWHs vorisraelitische, südpalästinische Herkunft kaum belegt.
Der Name JHWH taucht auch schon in der frühen Exodustradition (Ex 15,21) auf. Welche Herkunftsangabe die ältere ist, ob, wann und wie ein vorisraelitischer Berggott mit dem mitziehenden Exodusgott Israels identifiziert wurde, ist ungeklärt.

## JHWH im Tanach

### Die Namensoffenbarung

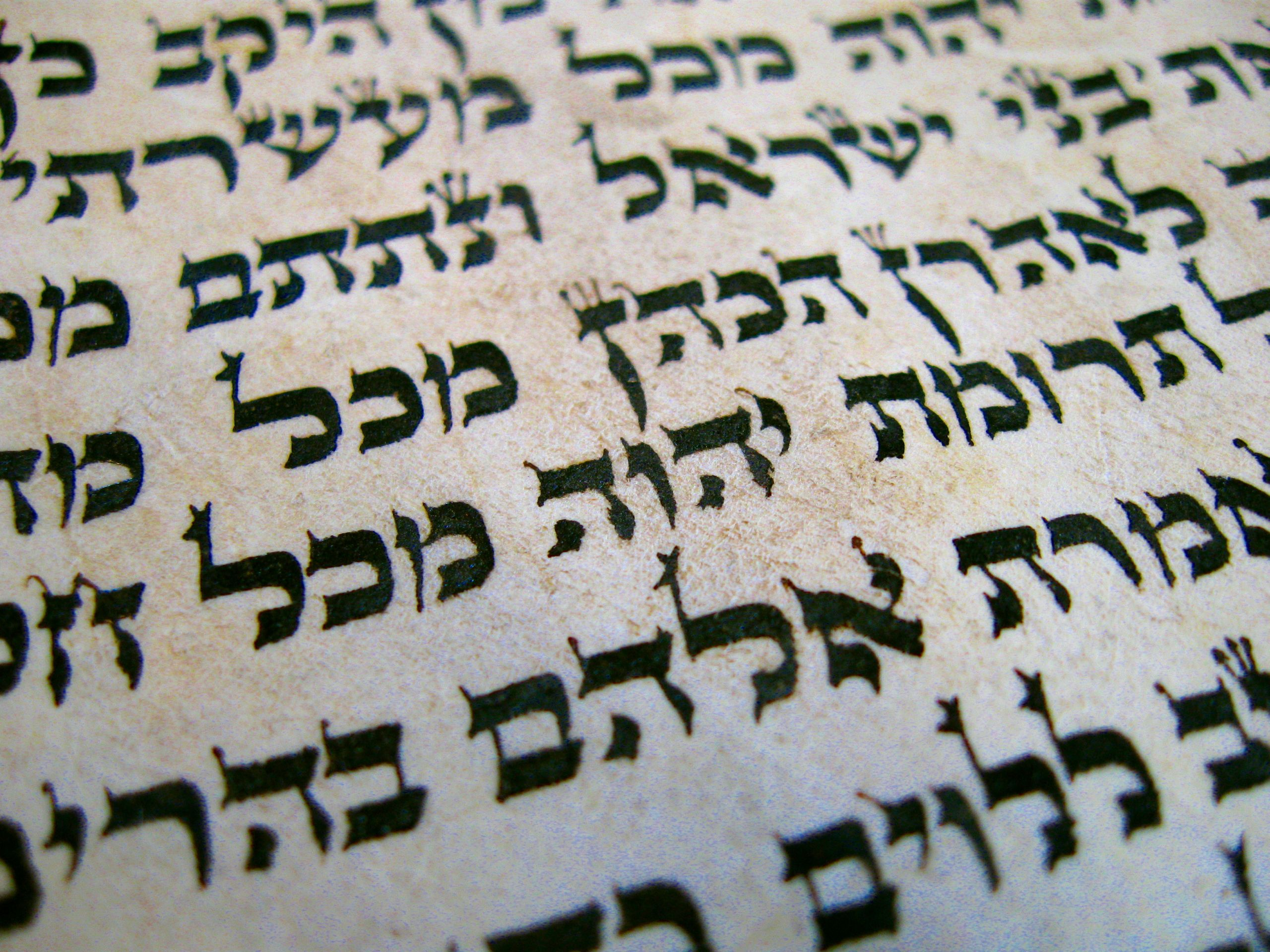
Das Tetragramm JHWH im Text einer Torarolle

Im Tanach erscheint der Name JHWH ab Gen 2,4 in der zweiten, älteren Schöpfungserzählung. Laut Gen 4,26 wurde Gott schon in der Urzeit unter diesem Namen verehrt. Dem widerspricht die Berufungsgeschichte Ex 3,1–18 : Danach offenbarte JHWH seinen Namen erstmals dem Mose auf dessen Nachfrage. Der Text beschreibt Gott im brennenden Dornbusch als „Feuer, das brennt, aber nicht verbrennt“ (v. 2) und erklärt dann (v. 6), er sei Israels Erzvätern (Gen 12–50) nicht namentlich gegenübergetreten, sondern habe sie wie nun Mose bei ihrem Namen gerufen: „Ich bin der Gott deines Vaters, der Gott Abrahams, der Gott Isaaks und der Gott Jakobs.“ Dem folgt die Verheißung (v. 7f.):

„Ich habe das Elend meines Volkes in Ägypten gesehen und ihre laute Klage über ihre Antreiber habe ich gehört. Ich kenne ihr Leid. Ich bin herabgestiegen, um sie der Hand der Ägypter zu entreißen und aus jenem Land hinaufzuführen in ein schönes, weites Land …“

Auf seine Einwände hin erhält Mose Gottes Zusage (v. 12): „Ich werde mit dir sein.“ Auf seine Nachfrage, welchen Gottesnamen er den Israeliten als Auftraggeber nennen solle, erhält Mose die Antwort (Ex 3,14 ):
| אֶהְיֶה אֲשֶר אֶהְיֶה | “ |

’æhjæ ʾᵃšær’æhjæ
Nur diese Bibelstelle deutet den Gottesnamen aus. Sie geht auf die eng verwandten hebräischen Verben hwh („sein, werden“) und hjh („geschehen, veranlassen, da sein“) zurück, die sich präsentisch oder futurisch übersetzen lassen: im Präsens mit „Ich bin, der ich bin“, im Futur mit „Ich werde sein, der ich sein werde“. Bibelexegeten nehmen an, dass der Vers bewusst mit dieser Mehrdeutigkeit spielt. Wegen Vers 12 wird auch Vers 14a oft futurisch mit „Ich werde für euch da sein“ oder „Ich werde mich für euch hilfreich erweisen“ übersetzt, aber auch präsentisch mit „Ich bin (für euch) da“. Denn in Vers 14b folgt:

„Ich bin der ‚Ich-bin-da‘. Und er fuhr fort: So sollst du zu den Israeliten sagen: Der ‚Ich-bin-da‘ hat mich zu euch gesandt.“

In Vers 15 identifiziert sich JHWH mit dem in Vers 6 aufgezählten Gott der Erzväter und betont: „Das ist mein Name für immer und so wird man mich nennen in allen Generationen.“
So ist der Gottesname biblisch unlösbar mit der Rettung des Volkes Israel aus der Sklaverei und Erwählung zum Volk Gottes verknüpft (Dtn 7,6; 14,2; 26,18 und öfter). Diese beinhaltet strenge kultische Abgrenzung von anderen Völkern und deren Göttern, aber auch Befreiungshoffnung für sie, bis zum Versprechen eines universalen Exodus (Am 9,7) und einer Hinzuerwählung aller Völker (Ps 82,8). In dieser Befreiungsgeschichte legt JHWH seinen Namen aus, von da aus will er gedeutet werden, darin erweist und bewährt er seine Identität. Er wiederholt diese Selbstauslegung auch nach der Gabe der Zehn Gebote und dem Bruch des Bundes (Ex 33,19 ):

„Ich will meine ganze Güte vor dir vorüberziehen lassen und den Namen des HERRN vor dir ausrufen: Ich bin gnädig, wem ich gnädig bin, und ich bin barmherzig, wem ich barmherzig bin.“

Als Selbstaussage ist der Gottesname auch sonst eng mit seiner Gnade, Barmherzigkeit und Treue (Ex 34,6), aber auch seiner Eifersucht (Ex 34,14) verbunden, die andere Gottesverhältnisse in Israel ausschließen will.
Im Tanach finden sich keine Bezüge auf die Namenserklärung von Ex 3,14. Nur der Vers Hos 1,9  („nicht-für-euch-da, nicht euer Gott“) könnte JHWHs Exodus- und Bundeszusage (Ex 3,12 und andere) bewusst zurücknehmen. JHWH bleibt unverfügbar und souverän der Person gegenüber, die ihn anruft. So erhält Jakob nach der Zusage, er werde „Israel“ heißen, auf die Frage nach dem Namen des Unbekannten die Antwort (Gen 32,30 ): „Warum fragst du nach meinem Namen? Und er segnete ihn an diesem Ort.“
Demgemäß beginnen Gottesreden in der Prophetie im Tanach mit der Selbstvorstellungsformel: „So spricht JHWH: Ich …“ Der Gottesname rückt hier nie in die Objektstellung. Die Selbstaussage „Ich bin JHWH“ wurde in der Prophetie zum Schlüsselwort für den exklusiven Glauben des Judentums.

### Befreier der Hebräer
Mit dem Auszug aus Ägypten beginnt für die Bibel JHWHs eigentliche Geschichte mit dem Volk Israel. In der Befreiung der hebräischen Sklaven aus der Fronarbeit in Ägypten zeigt dieser Gott seine Identität und beansprucht von da an dieses Volk zu seinem „Eigentum“ (Hos 13,4 ):

„Ich bin JHWH, dein Gott, von Ägyptenland her, und du sollst keinen anderen Gott kennen als mich und keinen Retter außer mir allein.“

Das Motiv „JHWH, Israels Gott von Ägypten her“ gilt wegen seiner Häufigkeit und Verbreitung als der wichtigste Glaubenssatz im Tanach. Der Exodus gilt als Urdatum oder Urbekenntnis der JHWH-Religion. Deren Ursprung war demnach kein Naturereignis und Weltentstehungsmythos, sondern die Erfahrung einer innergeschichtlichen Wende für Menschen, die in den Kulten antiker Großreiche keinerlei Rechte und Bedeutung hatten. Das Exodusthema ist Zentrum der biblischen Heilsgeschichte in der Tora und Ausgangspunkt der biblischen Gesetzgebung, Geschichtsschreibung und Prophetie. Es bildete den normativen Kern der gesamtisraelitischen Glaubensbekenntnisse (Dtn 6,20–22; Dtn 26,5–10), auf die spätere Bibelautoren immer wieder zurückkamen (Jos 24,1–28; Ri 10,11; Ps 136; Hos 11,1; Jes 51,9; Ez 23,3 und andere). In späteren Büchern des Tanach und spezifisch Jerusalemer Traditionen fehlt es.
Die Exodustradition (Ex 1–15) war anfangs selbständig. Als ihre Keimzelle und ältestes Glaubensbekenntnis des Tanach gilt Ex 15,21 : „Mirjam sang ihnen vor: Singt dem HERRN ein Lied, denn er ist hoch und erhaben! Rosse und Wagen warf er ins Meer.“ Der rettende Durchzug durch das Schilfmeer vor dem Heer des Pharao (Ex 14) wird hier als Begegnung mit dem bis dahin unbekannten JHWH, nicht als glücklicher Zufall gedeutet. Das Lob dieses Gottes wurde Ausgangspunkt der dann immer mehr ausgemalten „Zeichen und Wunder“, mit denen die Bibel seine Überlegenheit und Demütigung des ägyptischen Pharao als seines irdischen Gegenspielers darstellt. Demgemäß wurde die altorientalische Vergottung von toten oder lebenden Herrschern in Israel auch nach dem Aufkommen des dortigen Königtums abgelehnt (etwa in 1Sam 8,5–7).
Historisch gesehen war nur ein kleiner Teil der späteren Israeliten in Ägypten. Ein Frondienst von Gruppen fremder Herkunft beim Bau von Vorratsstädten ist für etwa 1200 v. Chr. unter Ramses II. belegt. Sie wurden als hpr bezeichnet; derselbe Wortstamm oder Name („Chabiru“) ist auch in akkadischen und sumerischen Dokumenten jener Zeit belegt. Er bezeichnete keine ethnische, sondern eine soziale Gruppe von Tagelöhnern, Sklavenarbeitern, Söldnern oder Räubern. Demnach war JHWH kein Stammes- oder Volksgott, sondern einer, mit dem diese landlosen, von Großreichen abhängigen und immer wieder versklavten Gruppen unerwartete Befreiungs- und Rettungserlebnisse verbanden. Dies ermöglichte anderen Nomadenstämmen, diesen Gottesnamen bei ihrer Begegnung im Kulturland Kanaan mit ihren eigenen religiösen Überlieferungen zu identifizieren.
Die Exodustradition wurde vermutlich vom Stamm Josef nach Kanaan gebracht und wuchs mit anderen Stammesüberlieferungen allmählich zum gemeinsamen Glauben Israels zusammen. Der „Auszug aus Ägypten“ verband sich mit strukturell analogen Motiven der „Verheißung“ aus den nomadischen Erzvätererzählungen, der „Führung in der Wüste“, der „Gesetzesoffenbarung“ am Sinai und der „Landnahme“. Daraus entstand – nach heutiger überwiegender Meinung wohl erst nach der Rückkehr aus dem Exil (539 v. Chr.) – die theologische Gesamtkonzeption der Ursprungsgeschichte Israels im Pentateuch.
Eine Rede Josuas in Sichem (Jos 24,1–28) resümiert die vorstaatliche Zeit ohne die Tora-Offenbarung (Ex 19–23) und stellt die Israeliten vor die Wahl, JHWH oder den überkommenen Vätergöttern zu dienen. Das Volk verpflichtet sich in bindender Rechtsform, nur noch JHWH zu dienen. Gerhard von Rad deutete diesen Text als Erinnerung an die Übernahme des JHWH-Glaubens durch Stämme, die nicht in Ägypten waren. Sie hätten ihre selbständigen Überlieferungen erst nach der Landnahme Israels zu diesem heilsgeschichtlichen Glaubensbekenntnis verknüpft. Jörg Jeremias zufolge führten erst die Rahelstämme den JHWH-Glauben in Israel ein, da in ihrem Gebiet die wichtigsten Heiligtümer der Richterzeit lagen. Jos 24,15 zeige, dass sich die übrigen Stämme erst im Kulturland für JHWH entschieden. Andere Alttestamentler datieren diesen Text in die frühe Königszeit und deuten ihn als Absage an ein dynastisches Königtum.
Die „Erwählung“ Israels zum „Volk JHWHs“ im Exodus tendierte also auf eine kontinuierliche Selbstverpflichtung aller Israeliten und verantwortliche Bindung an diesen Gott, der sie zu einem Volk vereinte. Die Kategorie der befreienden Rettung blieb maßgebend zur Deutung späterer Geschichtserfahrung, so dass das Judentum seine historischen Krisen und Katastrophen in der Erinnerung an seine Ursprünge bewältigen konnte. JHWH blieb sein Geschichtslenker und Hoffnungspotential: auch für andere Sklaven und Völker und gerade auch dort, wo Haftpunkte seines Glaubens, der Tempel, die soziale Ordnung und der Landbesitz, verloren gingen.

### Geber von Bund und Recht
Das Bundesbuch (Ex 19–24) verbindet die Theophanie JHWHs auf dem Gottesberg Sinai (Ex 19) mit der Proklamation der Gebote (Ex 20–23) und dem Bundesschluss mit dem Gottesvolk Israel (Ex 24) zu einem größeren Überlieferungsblock. Dieser wurde wohl älteren Gesetzeskorpora und Landnahmetraditionen vorangestellt und als Station der Wüstenzeit in den Verlauf der Heilsgeschichte eingefügt (Gerhard von Rad). Hier liegt neben der Exodustradition das zweite Zentrum biblischer JHWH-Theologie im Pentateuch vor.
Die Theophanie ist begleitet von erschreckenden Naturphänomenen, die JHWHs Heiligkeit betonen: In seinem „Feuer“ (Ex 19,18; 24,17) würde der Mensch vergehen, so dass Gott ihn vor sich schützt und Abstand gebietet (Ex 19,12; 3,5). Nur Mose als Mittler seines Willens darf sich ihm nähern. Posaunenklang (v. 13 und 19) ertönt und die Priester werden davor gewarnt, Mose zu folgen (v. 24). Erst nach Gebotsoffenbarung und Bundesschluss dürfen 70 Vertreter Israels „Gott schauen“ und in seinem Beisein das Bundesmahl halten (Ex 24,9–11). Diese Motive lassen erkennen, dass die Theophanie-Erzählung in der Zeit des ersten Tempels ausgestaltet und als Fest regelmäßig kultisch wiederholt wurde.
Die Gebote werden dem ganzen Volk mitgeteilt und mit der gnädigen Zusage eröffnet (Ex 20,2f ): „Ich bin JHWH, dein Gott, der dich aus dem Sklavenhaus Ägypten befreit hat…“ Die zurückliegende Befreiung, als besondere Erwählung Israels verstanden, begründet den exklusiven Rechtsanspruch dieses Gottes auf sein Volk: „Du sollst keine anderen Götter neben mir haben.“ Der vermutete vorisraelitische Berg- und Wettergott ist hier ganz mit dem JHWH des Exodus identisch: Er kann darum auch an anderen Orten und auch Nichtjuden erscheinen und mit seinem Volk mitziehen, etwa mit der Bundeslade der vorstaatlichen Richterzeit.
Während das Wort „Bund“ in Israels Umwelt meist eine gegenseitige Rechtsverpflichtung für Interessenausgleich und Friedenssicherung meinte, ist der hebräische Berît besonders in den Verheißungen an die Erzväter und im 5. Buch Mose asymmetrisch: „JHWH, der Gott Abrahams“ bzw. „Israels“ erscheint als zuvorkommender souveräner Bundesstifter, der sein Recht offenbart und gebieterisch dessen Einhaltung einfordert. „Israel, das Volk JHWHs“ ist sein Bundespartner, dem kein eigenmächtiges Fordern von Rechten gegenüber Gott und Aufstellen von Geboten, die er nicht gegeben hat, zusteht. Aber die den Geboten vorausgehenden Verheißungen von Land, Nachkommenschaft, Segen, Frieden mit den Nachbarn usw. kann das Volk sehr wohl einklagen.
Die vorangestellten Zehn Gebote machen alle folgenden Gebote zur Weisung JHWHs und stellen ihre Einhaltung unter seine Gnadenzusage, aber auch unter seine Vergeltung an denen, die sein Recht brechen und ihn leugnen (Ex 34,14). Das Volk hat die Wahl zwischen Tod oder Leben, Segen oder Fluch (Ex 23,20–33; Lev 26), was besonders die späteren großen Mosereden Dtn 28 und Dtn 30 ausführen. In- und außerhalb des Bundesbuchs stehen kasuistisch formulierte Rechtssätze, die mit dem Recht der Hethiter und dem babylonischen Codex Hammurapi verwandt sind, neben apodiktischen Gebotsreihen, die besonders kultische Vergehen und den Schutz der Schwachen betreffen. Letztere werden öfter mit der Erinnerung an Israels Befreiung aus der Sklaverei begründet (Ex 22,20 und öfter).

### Schöpfer
Erst nach dem Babylonischen Exil (ab 540 v. Chr.) entstandene Bibeltexte bezeichnen JHWH als den „Schöpfer des Himmels und der Erde“ (Gen 1–11; Ps 8, 19, 74, 77, 89, 104, 139; Deuterojesaja; Buch der Sprichwörter; Ijob). Die Israeliten übernahmen diese titulare Formel aus Kanaans Religion, wie es Gen 14,18–22  nahelegt: Melchisedek, König von „Salem“ (Jerusalem) und ein „Priester des Höchsten Gottes“ (El Eljon), segnet Abraham nach dessen Sieg über die Ostkönige „vom Höchsten Gott, dem Schöpfer des Himmels und der Erde“. Abraham erkennt Melchisedeks Gott mit der Abgabe eines Beuteteils an. Gegenüber einem der besiegten Könige schwört er dann bei „JHWH, dem höchsten Gott, der Himmel und Erde gemacht hat“. Archäologische Funde in der altorientalischen Umwelt belegen den Titel El Eljon und das Schöpfer-Attribut; ob er den obersten Gott des kanaanäischen Pantheons El oder einen anderen Gott bezeichnet, ist unklar.
Ps 93 reflektiert Übernahme und Umprägung kanaanäischer Göttermythen: JHWH thront als König der Erde auf ihr (ein Bild, das den Tempelkult voraussetzt) und setzt seine universale Herrschaft gegen mythische Fremdmächte durch, um sie dauerhaft zu bewahren. Schöpfung wird als fortlaufender Kampfprozess verstanden, nicht als einmaliger vorzeitlicher Akt. Erst der jüngere Ps 74 dehnt das Motiv der universalen Gottesherrschaft auf die Weltentstehung aus. Die Erschaffung des Menschen ist kein eigenständiges Thema, auch wo seine einzigartige Nähe zu Gott betont wird (Ps 8), sondern in das Lob des Schöpfers eingeordnet. Ps 86, 95, 100 und 149 zählen auch Israel und die Völker zu JHWHs Geschöpfen. Von den Schöpfungspsalmen zeigt nur Ps 104 eine auffällige Nähe zum Sonnenpsalm Echnatons, der den monotheistischen Kult Atons in Ägypten einführte. Doch auch hier wird nicht das Licht der Sonne selbst, sondern JHWH als sein Urheber gepriesen, der den Gestirnen den Weg weist (v. 19).
Anders als die Glaubenssätze über den Exodusgott, die JHWH als Befreier aus Ägyptens Sklaverei definieren, sind Aussagen über den Schöpfer in der Bibel vielfältig und nicht an ein bestimmtes Weltbild gebunden. Die ältere der beiden Schöpfungserzählungen (Gen 2,4–25) beschreibt JHWH aus der Perspektive des sesshaften Landbauern als Gärtner, der trockenes Land befeuchtet und den Garten Eden bepflanzt, und als Töpfer, der dann Tiere und Menschen aus feuchtem Lehm formt. Er bläst Adam Lebenshauch ein, vertraut ihm den Garten Eden zum „Bebauen und Bewahren“ des Lebens an, schafft ihm eine Partnerin und gibt ihm auf, den Tieren Namen zu geben: So soll der Mensch als Partner Gottes alles Leben bewahren und regieren.
Der jüngere exilische Schöpfungsbericht (Gen 1,1–2,2) ist kosmologisch orientiert: Der Urzustand gleicht einem wässerigen Urchaos (Tohuwabohu), darüber schwebt Gottes Geist (ruach). Diese Motive sind mit Schöpfungsmythen der Umwelt wie dem phönizischen Sanchuniathon verwandt. Das Chaos tritt Gott hier aber nicht als eigene Macht gegenüber, sondern er beherrscht es ganz, indem er die Welt daraus schafft. Das Verb bara wird im Tanach exklusiv für JHWHs Schöpfungshandeln durch sein wirkungsmächtiges Wort verwendet (Ps 33,9 ): „Er sprach, und es geschah; er befahl, und es stand da.“ Dieses Wort formt und strukturiert die Grundelemente des Weltenbaus ohne Drama, Kampf und Mühe: zuerst das Licht, das die Finsternis erhellt und Tag von Nacht unterscheidet. Dann werden Himmelsfeste und Urchaos, Meer und Festland unterschieden, es folgen die Pflanzen, die Fixsterne, Sonne und Mond. Diese höchsten Gottheiten Babyloniens werden bewusst nicht mit ihren Namen genannt, sondern zu dem Leben nachgeordneten „Leuchtkörpern“ depotenziert, die zwar Tag und Nacht „regieren“, aber nur als Zeit- und Wegmarken für den Menschen. Diese deutliche Abgrenzung des JHWH-Glaubens gegen die Astralkulte der Umwelt bestätigte auch die Exilsprophetie (Jes 40,26). Dann wird der so geordnete Kosmos mit Pflanzen, Wassertieren, Vögeln, Landtieren und zuletzt dem Menschen bevölkert. Dies alles geschieht in einer Arbeitswoche, nach der Gott sein Werk betrachtet, es für gut befindet und am siebten Tag ruht. Das begründet den Sabbat als Ruhetag für Israel. Dieser verbindet die Schöpfung mit der besonderen Erwählung Israels als Bundesvolk, das den Sklavenbefreier als wahren Schöpfer der Welt bekannt machen und mit dem Tages- und Wochenrhythmus von Arbeit und Ruhe ehren soll. Das weist auf Autorschaft von Priestern hin, die JHWH den Göttermythen Babylons gegenüberstellten. Diese sollten die ewige Herrschaft der Gottkönige mit metaphysischen Mächten begründen und sichern. Demgegenüber zielen beide biblischen Schöpfungsberichte auf den Menschen und sein lebenserhaltendes partnerschaftliches Gottesverhältnis.
Bei Deuterojesaja wird die Schöpfung zum Erweis der universalen Einzigkeit JHWHs. Radikaler als in Gen 1 heißt es in Jes 45,7 : „Ich bin JHWH und sonst keiner mehr, der ich das Licht mache und die Finsternis, der ich Frieden gebe und Unheil schaffe. Ich bin JHWH, der dies alles tut.“ Damit wird das Unheil nicht sanktioniert, dessen endgültige Überwindung gerade dieser Prophet ankündet. Aber auch im Unheil habe Israel sich nur an seinen Gott zu halten. So wird der babylonische Mythos vom Sieg Marduks über den Chaosdrachen, aus dessen Bruchstücken die Welt entstand, auf JHWH bezogen und eng mit Israels Befreiung aus Ägypten verknüpft (Jes 51,9f ; Ps 74,13f.; Ps 89,10–13):

„Wach auf, wie vorzeiten beim Anbeginn der Welt! Warst Du es nicht, der Rahab zerhauen und den Drachen durchbohrt hat? Warst Du es nicht, der das Meer austrocknete, die Wasser der großen Tiefe, der den Grund des Meeres zum Weg machte, damit die Erlösten hindurchgingen?“

Urflut und Schilfmeer sind hier gleichgesetzt, Gottes die Welt sinnvoll ordnendes Schöpferhandeln und sein befreiendes Eingreifen in den Geschichtslauf gehen also unmittelbar ineinander über.
Die Spruchweisheit deutet das Wort, mit dem Gott die Welt schuf, als Weisheit (Spr 3,19), die dann als personales Wesen vor Gott „spielt“ (Spr 8,22 ff.). Dies tat in Ägypten auch die Göttin Maat, die die weise Weltordnung verkörpert. Hier aber ist die Weisheit nur Gottes erstes Werk, das seine weiteren begleitet, ohne ein eigenes Wort zu sagen. Es stellt heraus, was Ps 19,2  verkündet: „Die Himmel erzählen die Herrlichkeit JHWHs.“ Ijob, der dies angesichts der Erfahrung ungerechten und sinnlosen Leidens herausfordernd in Frage stellt (siehe dazu: Theodizee), wird wiederum auf JHWHs wunderbare Schöpfungswerke hingewiesen, vor denen sein Fragen in staunendes Schweigen, Umkehr und Lob übergeht (Hi 38,4ff.). Zugleich drückt das Wort „Ich weiß, dass mein Erlöser lebt“ (Hi 19,25 ) die Erwartung einer kommenden Erlösung aus.

### Die Heiligung des Gottesnamens
Indem JHWH Moses seinen Namen offenbarte und so Israel zu seinem Bundesvolk erwählte, verpflichtete er dieses Volk nach biblischer Auffassung bleibend dazu, seinen Namen nach innen wie außen zu „heiligen“. Dies geschieht laut dem Tanach in verschiedenen Bereichen:
- im Kult: Als Antwort auf JHWHs Segensverheißungen baute Abraham öfter einen Altar, wo er Gottes Namen anrief (Gen 12,8; 13,4; 21,33). Demnach erhielten die namenlosen Familiengötter der Erzväter im Übergang von nomadischer zu sesshafter Lebensweise eigene Kultorte, an denen später nur noch JHWH verehrt wurde. Wegen des Bilderverbots trat sein Name dort an die Stelle der kanaanäischen Kultbilder. Während JHWH im Himmel wohnend und nicht ortsgebunden vorgestellt wurde (Dtn 26,15), wohnte sein Name fast wie ein „Doppelgänger“ seines Wesens an bestimmten Kultorten und verbürgte so seine Gegenwart.[69]
- in der Ablehnung von Fremdkulten in Israel. Dass dies nicht von Beginn an so war, sondern JHWH mit kanaanäischen Lokalgöttern zusammen verehrt oder identifiziert wurde, zeigt der Kampf des JHWH-Propheten Elija in der frühen Königszeit für die Alleingeltung des JHWH-Kults (etwa 1Kön 18,24). Anders als beim ägyptischen Re oder babylonischen Marduk wurden dabei nur einzelne, ganz bestimmte von den vielen anderen Götternamen – etwa der des El Eljon („höchster Gott“) – titular auf JHWH bezogen: Dies blieb sein einziger Eigenname. So wurde dieser geheiligt, indem seine Einzigkeit und Unvergleichbarkeit anerkannt wurde, auch gegenüber allen übrigen Völkern, die ihn zunächst nicht kannten (Ps 79,6).
- mit JHWHs Befragung vor einer gesamtisraelitischen Verteidigungsschlacht unter einem charismatischen Anführer. Mit dem „Voranziehen“ der Bundeslade – einer Art beweglichen Gottesthrons – erhielten die Kämpfer Mut und Zuversicht, die Schlacht unter JHWHs Führung und Beistand auch gegen militärisch haushoch überlegene Gegner gewinnen zu können (so Ps 20,8). Dieses Motiv wandelte sich im Großreich König Davids aber auch zum Appell an die Niederwerfung unterlegener Nachbarvölker (Ps 44,6; Ps 118,10).
- mit priesterlichem Segen für das Volk. Seit der Landnahme erhielten die Leviten die besondere Aufgabe, Gottes Volk mit seinem Namen zu segnen (Num 6,27; Dtn 10,8; siehe Aaronitischer Segen). Später erhielten auch Könige diese Aufgabe (2. Sam 6,18). Seit der Überführung der Bundeslade und dem Bau eines Zentralheiligtums wurde der Jerusalemer Tempel zur einzigen Wohnung des JHWH-Namens (Dtn 12,5.11.21; 14,24).
- mit der gehorsamen Erfüllung der Toragebote. Die kult- und sozialkritischen Schriftpropheten betonten seit dem 8. Jahrhundert v. Chr. immer stärker „Recht und Gerechtigkeit“ gegenüber den Armen und Benachteiligten in Israel als Richtungssinn aller Gebote, deren Missachtung Israels Untergang nach sich ziehen werde (so Mi 4,5).
- mit dem Appell an Gottes Hilfe in der Not. Durch das Anrufen seines Namens erfährt der Beter schon Rettung (Ps 54,3) und Schutz (Ps 20,3). Zu Unrecht Angeklagte riefen ihn im Jerusalemer Tempel an oder flohen in eine Asylstadt, um Asyl vor Verfolgung und Tod zu finden (Ps 23,3; 25,11; 143,11; Jer 14,7). Laut Jes 48,9 schützt der Anruf JHWHs vor seinem Zorn.
- mit dem Anrufen als Rechtszeugen vor Gericht. Ein Schwur wurde üblicherweise mit dem Namen JHWH bekräftigt (Lev 19,12; Dtn 6,13). Der Missbrauch des Gottesnamens für falsche Eide und Falschaussagen wird in Ex 20,7 als schwerstes Vergehen analog zum Fremdgötterkult (Lev 18,21; 20,3) verboten und mit Gottes Vergeltung bedroht, die den Täter irgendwann einholen werde.
- mit dem weltweiten Bekanntmachen dieses Namens (Jes 12,4; Ps 105,1–3). Diese Dimension war schon in der Exodustradition angelegt: So erklärt Ex 9,16, durch die Plagen des Pharao solle JHWHs Name allen Völkern bekannt werden. Nach Jos 9,9 erfuhren einige Stämme der Kanaanäer tatsächlich vom Sturz des Pharao und versuchten daraufhin erfolgreich, sich mit den Israeliten zu verbünden, um vor Ausrottung verschont zu werden. Dass die Namensverkündigung auch andere Völker retten sollte, trat aber wohl erst nach der Rückkehr der verschleppten Israeliten aus dem babylonischen Exil in den Vordergrund. Eine dem Buch Amos später angefügte Heilsverheißung beansprucht die Fremdvölker wie Israel als JHWHs Besitz (Am 9,12). JHWH und seinen Bund mit Israel weltweit anzuerkennen, ist nach 2Sam 7,26 der Sinn des Tempelbaus.

Die Israel gegebene Namensoffenbarung wird besonders in der spätexilischen Prophetie zum Ziel der Heilsgeschichte: Zuletzt werde JHWH selbst seinen Namen heiligen und sein Volk Israel durch seinen Geist zum Erfüllen seines Willens befähigen (Ez 36,22-28). JHWH selbst werde seinen Namen aller Welt so offenbaren, dass aller Götzenkult verschwinde und alle Menschen ihn anerkennen und ehren würden (Sach 14,9; Jes 45,23).

## Judentum

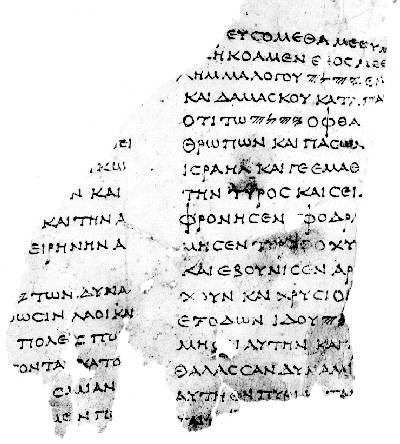
Zwölfprophetenrolle vom Nachal Chever, 1. Jh., mit dem Tetragramm in Zeile 3, 5 und 13

### Frühe Bibeltexte
Schriftrollen vom Toten Meer (ab 250 v. Chr.) wie der Habakuk-Pescher (um 50 v. Chr.) sowie die Zwölfprophetenrolle vom Nachal Chever (bis 50 n. Chr.) und griechische Bibelfragmente von Aquila (um 125 n. Chr.) verwenden nur für JHWH und sein Ersatzwort El („Gott“) die Althebräische Schrift. Dies verweist auf eine besondere Ehrfurcht vor dem Gottesnamen. Die Große Jesajarolle (um 200 v. Chr.) verwendet öfter Adonai statt JHWH und umgekehrt: Demnach war Adonai schon damals Ersatzwort für den Gottesnamen. Ein weiteres Ersatzwort ist dort Elohim („Götter“, ein Majestäts- oder Hoheitsplural). Auch dafür behielten jüngere griechische Bibelhandschriften die althebräische Schreibweise. Manche hebräischen Bibeltexte vom Toten Meer lassen das Tetragramm aus und markieren diese Stellen mit vier oder fünf Punkten, so 1QJesa und 4QSam. In 4Q364 steht vor JHWH immer ein Doppelpunkt.
Nach diesem Befund begann das Judentum schon im 3. Jahrhundert v. Chr., den Gottesnamen mündlich wie schriftlich zu vermeiden.

### Septuaginta

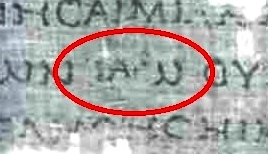
ΙΑΩ im Septuagintafragment 4Q120, 1. Jahrhundert v. Chr.

Auch die ältesten Handschriften der griechischen Septuaginta (ab 200 v. Chr.) geben nur das Tetragramm mit althebräischen oder aramäischen Buchstaben wieder, etwa der Papyrus Fouad 266, der Papyrus Oxyrhynchus 5101 und der Papyrus Oxyrhynchus L 3522. Einige lassen den Platz für das Tetragramm frei, so der Papyrus Rylands 458. Nur die Handschrift 4Q120 umschrieb den Gottesnamen mit den griechischen Buchstaben ΙΑΩ und ließ davor Lücken, damit Leser hier nicht versehentlich den Gottesnamen aussprachen.
Die Septuaginta übersetzt Ex 3,14 mit ἐγώ εἰμι ὁ ὤν („Ich bin der Seiende“), also als Aussage über Gottes ewiges Wesen, geheimnisvolle Identität und immerwährende Gegenwart. Damit verschob sich der Sinn vom dynamischen Handeln, in dem Gott sich als Retter und Helfer zeigt (wer ist Gott-für-uns), zum statischen Essenz- oder Substanzbegriff (was ist Gott-an-sich). Dies zeigt den Einfluss des Hellenismus und der griechischen Metaphysik auf die jüdische Theologie. Diese personalisierte hier allerdings den neutrischen Begriff „das Seiende / Sein“ mit JHWHs biblischer Selbstvorstellung („Ich bin der…“) und überschritt damit die Gottesidee des Neuplatonismus.
Mit dem Attribut epieikeias betont die Septuaginta JHWHs liebende Barmherzigkeit, Gunst, Milde, Toleranz und Vergebung. Damit begann die jüdische Tradition, JHWHs biblische Ersatznamen und Attribute auf verschiedene Aspekte seines Handelns und Wesens zu beziehen. Das Namensattribut El Schaddai, dessen hebräische Bedeutung unklar ist, übersetzte die Septuaginta mit pantokrator („Allherrscher“).
Die Septuaginta verstärkte die Tendenz im Judentum, den Gottesnamen JHWH gemäß dem Verbot Ex 20,7  vor Missbrauch zu schützen, etwa durch Umschreiben mit „der Name“ (haSchem), „der Himmel“, „die Macht“ oder mit dem passivum divinum, das JHWH als Subjekt meint, aber nicht nennt. Zudem erweiterte die Septuaginta das Toraverbot, den Gottesnamen in Israel öffentlich zu lästern (laut Lev 24,16  ein mit Steinigung bedrohtes Vergehen), auf das bloße Nennen des Gottesnamens. Nur der Hohepriester durfte ihn nur am jährlichen Jom Kippur (Versöhnungstag) im Gebet aussprechen. Sein Gebet galt als Sühne für Vergehen gegen die Tora. Die Zerstörung des Jerusalemer Tempels im Jahr 70 beendete diese Praxis. Seitdem wurde der Gottesname im Judentum nicht mehr genannt und nur noch in Bibelhandschriften sowie in Tefillin und Mesusot ausgeschrieben. Daher ging das Wissen um seine Aussprache allmählich verloren.
Ab etwa 150 n. Chr. taucht in christlichen Abschriften der Septuaginta Kyrios (Herr) für den Gottesnamen und dessen Ersatzwort Adonai auf. Das Judentum überließ die Septuaginta fortan den Christen, behielt den hebräischen Gottesnamen aber auch in seinen griechischen Bibelhandschriften bei.

### Samaritaner
Im Tempel der Samaritaner auf dem Garizim (um 400–129 v. Chr.) gefundene Inschriften von Priestern schrieben das Tetragramm in althebräischer, die Ersatzworte Elohim („Gott“) und Adonai („Herr“) dagegen in proto-jüdischer Schrift.
Die Handschriften des Samaritanischen Pentateuch (ab ~300 n. Chr.) enthalten zwar meist keine Vokalzeichen. Doch auch die Samaritaner vermeiden den Gottesnamen und lesen stattdessen traditionell das aramäische Wort Schēma („der Name“).

### Rabbinisches Judentum
Nach der Tempelzerstörung legte das rabbinische Judentum zusammen mit dem Kanon des Tanach (um 100) auch dessen hebräische Konsonantenschrift weitgehend fest. Die rabbinische Tradition folgte der Eigenaussage in Ex 3,14 und leitete den Namen JHWH von den drei Zeitformen des Verbs hjh ab: hajah („Er war“, Perfekt), howêh („Er ist“, Partizip) und jihjêh („Er wird sein“, Imperfekt). Damit betonte sie ihren Glauben an Gottes zeitübergreifende Gegenwart in der jüdischen Geschichte. Im Judentum wird Gottes Namensoffenbarung in engem Zusammenhang mit seinem „Herabkommen“, „Retten“ (Ex 3,8) oder „Erbarmen“ als unvorhersehbare und unbegreifliche Zuwendung zum Menschen verstanden. Jüdische Ausleger betonen daher besonders den Aspekt von Gottes Gnade, die als besonders heilig angesehen wird.
Im Anschluss an die Septuaginta steht JHWH für die Rabbiner gemäß Ex 34,5-7 für Gottes Barmherzigkeit, Gnade und Treue, Elohim für seine Gerechtigkeit, JHWH Zebaoth („Herr der [himmlischen] Heerscharen“) für seine universale Macht, etwa im Diskurs über Gottes Middot.
Einige Rabbiner verstanden das hebräische Defektivum für „Ewigkeit“ in Ex 3,15b  als Infinitiv von „verbergen“. Darum lehrte der babylonische Talmud: „Sein Name muss verborgen bleiben.“ Laut dem Traktat Sanhedrin X,1 in der Mischna sollte derjenige, der den Gottesnamen mitsamt seinen Buchstaben (also vollständig) aussprach, keinen Anteil an der kommenden Welt haben. Darum wurde der Gottesname in rabbinischer Tradition absichtlich undeutlich oder gar nicht ausgesprochen.
Die wichtigste Ersatzbenennung JHWHs im rabbinischen Schrifttum ist ha-qadosh, baruch hu! („Der Heilige, er sei gepriesen!“).

### Masoreten

Ps 146,8 mit vokalisiertem Tetragramm (rechts)

Zwischen 700 und 1000 vokalisierten die Masoreten den hebräischen Konsonantentext der Bibel nach einheitlichen Regeln. Aus traditioneller Ehrfurcht vor dem Gottesnamen versahen sie das Tetragramm mit besonderen Vokalzeichen. Diese zeigten dem Kenner, dass dort etwas Anderes auszusprechen ist (Qere) als geschrieben steht (Ketib). Meist erhielten die Konsonanten JHWH die Vokalzeichen von Adonai, wobei der A-Laut der Anfangssilbe zum unbetonten E-Laut wurde. Dort, wo im Konsonantentext Adonai neben JHWH steht, erhielt der Gottesname die Vokalzeichen von Elohim. Weil sie die Praxis, den Gottesnamen nicht auszusprechen, als bekannt voraussetzten, wiesen die Masoreten am Textrand hier nicht wie sonst auf die zu lesenden ständigen Ersatzworte (Qere perpetuum) hin.
Ein Sofer (Schreiber) musste beim handschriftlichen Kopieren von Bibeltexten strenge, mündlich überlieferte Regeln beachten, besonders zum Gottesnamen. Das Werk Sefer Chasidim von Juda ben Samuel (um 1200) erneuerte diese Regeln. Es verlangte etwa bestes Schreibmaterial für den Gottesnamen, verbot Löcher und Nähte der Schriftrollen in dessen Kontext und unangemessenes Verhalten beim Schreiben des Tetragramms, etwa, dabei den Schreibfluss zu unterbrechen, auszuspucken und Besucher zu grüßen. Schlecht geschriebene Worte davor seien anschließend sorgfältig auszubessern. Gemäß der Tora dürfe der Gottesname nur im Beisein mehrerer Schreiber geschrieben werden, die sich pro Zeile abwechseln müssten. Komme es dabei zu Fehlern, selbst bei nur einem Buchstaben, sei die ganze Rolle in einer Geniza zu verbergen. Der Sofer hielt stets einen Moment inne, bevor er einen Gottesnamen abschrieb.
Die heutigen Ausgaben der Biblia Hebraica folgen dem masoretischen Text und vokalisieren den Gottesnamen je nach Kontext mit der Punktation der dort zu lesenden Ersatzworte.
| כְּתִיב Ketib (Geschriebenes) | יְהוָה             | יְהֹוִה   | יְהֹוָה   |
| קְרֵי Qere (zu Lesendes)     | הַשֵּׁם              | אֱלֹהִים  | אֲדֹנָי   |
| aramäisch                  | שְׁמָא              |        |        |
| transliteriert             | HaSchem / Schēma | Elohim | Adonai |
| deutsch                    | der Name         | Gott   | Herr   |

Diese Ersatzlesungen bekräftigen JHWHs Unfassbarkeit und Einzigartigkeit.

### Kabbala
In der Kabbala, der jüdischen Mystik des Hochmittelalters, war die spekulative, philosophische und mystische Deutung des Gottesnamens JHWH zentral, etwa mit der Zahlensymbolik. Dabei knüpften die Kabbalisten an ältere Schriften jüdischer Theologen an, vor allem an den „Führer der Unschlüssigen“ (um 1200). Dieses Werk von Maimonides enthielt ein Kapitel zum Tetragramm. Abhandlungen dazu sowie zu den biblischen Ersatzworten und Attributen JHWHs finden sich unter anderem im Kusari (1139) von Jehuda Halevi, im Kapitel Sithre Othioth („Geheimnisse der Zeichen“) des Sohar (um 1280), im Sefer ha-Ot („Das Buch der Zeichen“, 1285) von Abraham Abulafia und im Scha’are Orah („Tore des Lichts“; 1293) von Josef Gikatilla.
Das Jüdische Museum Berlin bot von Februar bis Juni 2004 die Ausstellung 10+5=Gott. Die Macht der Zeichen zur jüdischen Kabbala an. Der Titel bezog sich auf die Zahlenwerte der Konsonanten Jod (10) und He (5) nach ihrer Stellung im hebräischen Alphabet und auf die Kurzform des Tetragramms jh.

### Neuzeit
Moses Mendelssohn, Hauptvertreter der jüdischen Aufklärung (Haskala), übersetzte die Tora (den Pentateuch) bis 1783 als erster Jude ins Deutsche. Bei ihm lautet Ex 3,14f.:

„Gott sprach zu Mosche: »Ich bin das Wesen, welches ewig ist.« Er sprach weiter: »So sollst Du zu den Kindern Jisraels sprechen: ›Das ewige Wesen, das sich nennt: ‚Ich bin ewig‘ hat mich zu euch gesandt.‹« Gott sprach weiter zu Mosche: »So sollst Du zu den Kindern Jisraels sprechen: ›Das ewige Wesen, der Gott eurer Voreltern, der Gott Awrahams, Jizchaks und Jaakows sendet mich zu euch. Dies ist immer mein Name, und dies soll immer mein Denkwort sein in zukünftigen Zeiten.‹«“

Damit berücksichtigte Mendelssohn, dass „Ehje“ auf Hebräisch sowohl „Ich war“ als auch „ich werde sein“ bedeuten kann. Zugleich aber deutete er die dem Subjekt „Ich“ (Gott) vorbehaltene Selbstoffenbarung in der Geschichte, die sich der Ausdeutung seines „Wesens“ entzieht, metaphysisch als Eigenschaft der immerwährenden Präsenz Gottes.
In der „Rabbinerbibel“ (erschienen ab 1783) lautet Ex 3,13–14:

„Und Moscheh sprach zu Gott: Siehe, ich käme zu den Kindern Jisraël und spräche zu ihnen: Der Gott euerer Väter sendet mich zu euch, und sie sprächen zu mir: Welches ist sein Name? was soll ich ihnen sagen? Da sprach Gott zu Moscheh: Ich werde seyn der Ich bin. Und sprach: Also sprich zu den Kindern Jisraël: Ehejeh sendet mich zu euch.“

Martin Buber und Franz Rosenzweig begründeten ihre Übersetzung für Die Schrift (1926–1938): „Die Einsicht in den pronominalen Charakter oder Gehalt der ursprünglichen Namensform gab die Richtung an. Darum steht in unserer Verdeutschung Ich und Mein, wo Gott redet, Du und Dein, wo er angeredet wird, Er und Sein, wo von ihm geredet wird. … An einzelnen Stellen der Schrift – außerhalb des Pentateuch –, wo der Name in seiner vollen Erschlossenheit sich manifestiert, weil eben die Gegenwärtigkeit Gottes verkündigt werden soll, musste ‚Er ist da‘ gewagt werden.“ Sie verstanden die Namensoffenbarung nicht als ontologische Wesensaussage, sondern als Verheißung, die Gottes mitgehendes, helfendes Dasein für die von ihm erwählten, notleidenden Menschen in Aussicht stellt. Sie übersetzten Ex 3,14f. daher:

„Ich werde dasein, als der ich dasein werde … So sollst du zu den Söhnen Jissraels sprechen: Ich bin da schickt mich zu euch.“

Buber paraphrasierte die Aussageabsicht von Ex 3,14 in Verbindung mit Dtn 30,12–14 so:

„Ihr braucht mich nicht zu beschwören; denn ich bin da, bin bei euch. Aber ihr könnt mich auch nicht beschwören; denn ich bin jeweils so bei euch, wie ich jeweils sein will; ich selber nehme keine meiner Erscheinungen vorweg, ihr könnt mir begegnen nicht lernen, ihr begegnet mir, wenn ihr mir begegnet.“

### Gegenwärtige Praxis
Bis etwa 100 n. Chr. hatte sich bei Bibellesungen in der Synagoge die Anrede JHWHs mit Adonai oder Adonai Elohim durchgesetzt. Adonai ist im jüdischen Gottesdienst bis heute die übliche Anrede Gottes und eine Art Deckname für JHWH. Orthodoxe Juden benutzen die Ersatzworte Adonai und Elohim nur beim Beten. Beim alltäglichen Vorlesen eines Bibel- oder Gebetstextes oder in profaner Rede dagegen sagen sie meist haSchem, so in der Wendung Baruch haSchem („gesegnet [sei] der Name“). Anstelle von Elohim sprechen sie im Alltag die (selten geschriebene) Form Eloqim aus.
Nur in Bibeltexten wird das Tetragramm noch ausgeschrieben. In Gebetsbüchern, Lehrwerken und Bibelzitaten wird der Gottesname seit der frühen Neuzeit oft mit besonderen Buchstaben oder Buchstabenfolgen abgekürzt, etwa mit einem oder mehreren Jod, seltener mit Jod-Waw-Jod, gelegentlich mit einem Daleth, der als Zahlzeichen für die Vier die vier Buchstaben des Tetragramms vertritt. Ein abgekürztes He steht für ha-schem („der Name“). Außerhalb des Gottesdienstes hat sich auch die Mischform AdoShem eingebürgert. Manche Rabbiner lehnen diese als bedeutungs- und respektlos ab.
Um gemäß Ex 20,7 Namensmissbrauch zu vermeiden, wurde im Deutschen auch die Schreibweise G’tt oder G*tt für „Gott“ üblich, die meist genauso ausgesprochen wird. Manche Juden ersetzen auch das Wort „Gott“ beim Vorlesen mit Adonai oder ha-schem. Die meisten Rabbiner bestreiten, dass der Allgemeinbegriff „Gott“ ebenso heilig sei wie der hebräische Gottesname JHWH. Gleichwohl benutzen viele Juden auch im Alltag die Schreibweise und Aussprache G’tt als Minhag (Brauch).

## Christentum

### Neues Testament
Das Neue Testament (NT) ist in der damals üblichen griechischen Koine abgefasst und enthält das hebräische Tetragramm daher nicht. Es bezeichnet JHWH wie die Septuaginta mit artikellosem Kyrios, das die hebräische Ersatzlesung Adonai übersetzt. Damit folgte das Urchristentum der im Judentum üblichen Vermeidung des Gottesnamens. Dessen Kurzformen sind aber auch im NT im „Halleluja“ (Offb 19,1–6) und in hebräischen Personennamen enthalten.
Der aramäisch sprechende Jude Jesus von Nazaret aus Galiläa trug den damals beliebten hebräischen Vornamen „Jehoschua“, westaramäisch „Jeschua“ oder „Jeschu“. Dieser kombiniert eine Kurzform von JHWH (Je-) mit dem Verb schua („helfen, retten“). Er lautet als Anruf „JHWH rette“ oder passivisch „JHWHs Rettung geschehe“, als Aussage „JHWH rettet“ oder „JHWH ist Rettung“. Der Name erinnert somit an Israels biblische Geschichte, die JHWH als Retter rühmt und erhofft (etwa in Jes 45,15.17.21f. und Jes 51,5). Die Urchristen bezeichneten Jesus als JHWHs Rettung in Person, als „den Rettenden“ (1 Thess 1,10) oder „den Retter“ (ho soter; Lk 2,11.30; 3,6; Apg 13,23), in dessen Namen Rettung erfolgt (Apg 4,9.12).
Jesus selbst umschrieb den Gottesnamen in jüdischer Tradition mit dem passivum divinum, das ein Merkmal seiner Eigenaussagen ist. Damit teilte er die jüdische Tradition, den Gottesnamen zu vermeiden. Er rief JHWH wie andere damalige Juden auf Aramäisch Abba an („[mein] Vater“; Mk 14,36), und lehrte seine Nachfolger im Vaterunser, JHWH als „unser Vater im Himmel“ anzubeten und seinen Namen zu heiligen (Mt 6,9). Sein Verbot jedes Schwörens (Mt 5,33-37) verschärfte eine jüdische Tradition, den Gottesnamen beim Schwören zu vermeiden. Laut dem NT bekannte sich Jesus zu JHWH als dem einen, einzigen Gott (Schma Jisrael, Mk 12,29), bewahrte (Mt 5,10; Lk 4,8), lehrte (Mt 6,24; Lk 16,13) und erfüllte das Erste Gebot durch sein ganzes messianisches Handeln (Mt 11,5). Er segnete seine Nachfolger (Lk 24,50), wie damals üblich wohl mit dem Aaronitischen Segen, der an JHWH appelliert (Num 6,24ff.).
Dass Jesus laut Mk 2,5 und Lk 7,47 Sündenvergebung zusprach, wurde oft als Behauptung oder Beweis seiner unmittelbaren Identität mit JHWH verstanden. So warfen die Sadduzäer Jesus laut Mk 2,7 vor, er maße sich an, Sünden zu vergeben wie JHWH und lästere diesen damit. Doch handelt Jesus hier laut Mk 2,10 in der Rechtsvollmacht des von JHWH eingesetzten Menschensohns, indem er dem Gelähmten JHWHs unteilbare Heilung und Vergebung (Ps 103,3) bedingungslos zuspricht. Das passivum divinum („deine Sünden sind dir vergeben“) verweist auf JHWH als den Akteur: Dieser bleibt der Vergebende. Demgemäß endet die Episode mit dem einhelligen Lobpreis JHWHs (Mk 2,12; Ps 103,1.22). Hinter dem Vorwurf der Gotteslästerung steht ein innerjüdischer Konflikt zwischen Propheten und Tempelpriestern: Für letztere sollte Sündenvergebung gemäß Lev 4,20–35 allein vom vorschriftsmäßigen Opferkult im Jerusalemer Tempel abhängig bleiben. Dagegen wollte schon Elija JHWHs heilende Vergebung unabhängig vom Tempelkult vermitteln. Die Episode Mk 2,1-12 stattet Jesus also wie auch andere Heilungstexte des NT mit Zügen des im damaligen Judentum erwarteten Propheten Elija aus.
Ho Kyrios („der Herr“, mit bestimmtem Artikel) ist nach Christos der häufigste Hoheitstitel für Jesus im NT. Er geht auf die aramäische Anrede Jesu als mari zurück, hebräisch rabbi oder epistates („Meister“; etwa in Mk 9,5). Diese Anrede ehrte Jesus als von JHWH autorisierten Toralehrer. Dass Jesus selbst sich so nannte, ist unbelegt. Nach Lk 6,46 (Logienquelle) wies er diese Anrede bei denen schroff zurück, die JHWHs Willen in der Nachfolge Jesu nicht befolgen.
Doch weil Jesus sich vor seinem Tod mit dem Menschensohn identifiziert hatte, den JHWH beim Endgericht zum Mittler seiner Gottesherrschaft einsetzen werde (Mk 14,62; zitiert Dan 7,14), rief die Jerusalemer Urgemeinde den auferstandenen Jesus mit dem aramäischen Ruf Maranatha („unser Herr, komm!“) an (1Kor 16,22). Die Urchristen haben Jesus immer angerufen, nicht angebetet (1 Kor 1,2; Apg 9,14.21; Apg 22,16). Das NT unterscheidet durchgehend zwischen dem artikellosen Kyrios, das exklusiv für JHWH steht, und dem Bekenntnis zu Jesus als ho kyrios mit Artikel („der Herr“, etwa in 2Kor 12,8). Letzterer Ausdruck bezeichnete schon in Ps 110,1 den von JHWH erwählten Messias bzw. Sohn Gottes, nicht aber den Gottesnamen JHWH. Darum lehnen einige Neutestamentler die Deutung ab, laut Phil 2,9–11  habe JHWH seinen Eigennamen auf Jesus übertragen: Der „Name, der über alle Namen ist“ meine dort im Kontext den Namen „Jesus“ als des von JHWH eingesetzten Menschensohns. Denn „im Namen Jesu“, des Sohnes Gottes, der JHWHs Willen gehorsam bis zum Tod am Kreuz erfüllt und auf seine Macht verzichtet habe, sollen sich alle Knie vor JHWH beugen, um diesen zu ehren.

### Trinitarische und spekulative Theologie
An das einzigartige Verhältnis zwischen JHWH und Jesus Christus knüpfte die spätere christliche Trinitätslehre an. Durch ihren Einfluss wurde der Eigenname JHWH im Christentum weitgehend durch den Titel „Gott der Vater“ (Gott Vater, Gottvater) ersetzt. Damit wurde die unauflösliche Bindung des Gottesnamens an die Befreiungs- und Verheißungsgeschichte Israels verdrängt und ein patriarchalisches Verständnis der Gottesherrschaft verstärkt.
Christliche Theologen der Frühen Neuzeit knüpften an die Namensspekulationen der jüdischen Kabbala an und bezogen das Tetragramm auf verschiedene Weisen auf Jesus Christus. Bernhardin von Siena trug das Kürzel IHS für Iesus Hominum Salvator („Jesus, Erlöser der Menschen“) in das Tetragramm ein und propagierte es in Predigten (um 1425) als neuen Kult. Gegen Widerstände der Dominikaner erkannte Papst Eugen IV. diese Namensverehrung 1432 an. Nikolaus von Kues bezog den Gottesnamen, den er Jehova schrieb, 1449 auf Jesus, dessen hebräisch-aramäischen Vornamen er Jhesua buchstabierte. Dieser Name spreche den unaussprechlichen Gottesnamen aus, sei also Gottes offenbartes Wort. Er sah im Tetragramm Gottes Trinität und den präexistenten Logos des Johannesprologs (Joh 1,1-15 ) angelegt. Heinrich Cornelius Agrippa von Nettesheim trug das Tetragramm in seinem Werk De occulta philosophia (ab 1510) in das Dreieckssymbol der Trinität ein und begründete damit eine christliche Tradition. Johannes Reuchlin (Liber de verbo mirifico, 1514) stellte den hebräischen Buchstaben Schin in die Mitte des unvokalisierten Tetragramms und gelangte so zu JHSVH, vokalisiert Jehoschua (Jesus). In seinem Hauptwerk Expositio in Apocalypsim (1527) vertrat Joachim von Fiore eine trinitarische Deutung des Tetragramms, die er vom Konvertiten Petrus Alfonsi (Dialogus, 1106) übernommen hatte. 1910 verband auch der Theosoph Papus (Die Kabbala) das Tetragramm mit spekulativen Erklärungen zum hebräischen Vornamen Jehoschua.
Christliche Autoren übernahmen aus kabbalistischen Sephiroth auch die Abkürzung des Tetragramms mit Buchstaben oder Zahlen, so Paulus Ricius in seiner Übersetzung Portae Lucis (1541) von Josef Gikatillas Hauptwerk „Tore des Lichts“.

### Jehova

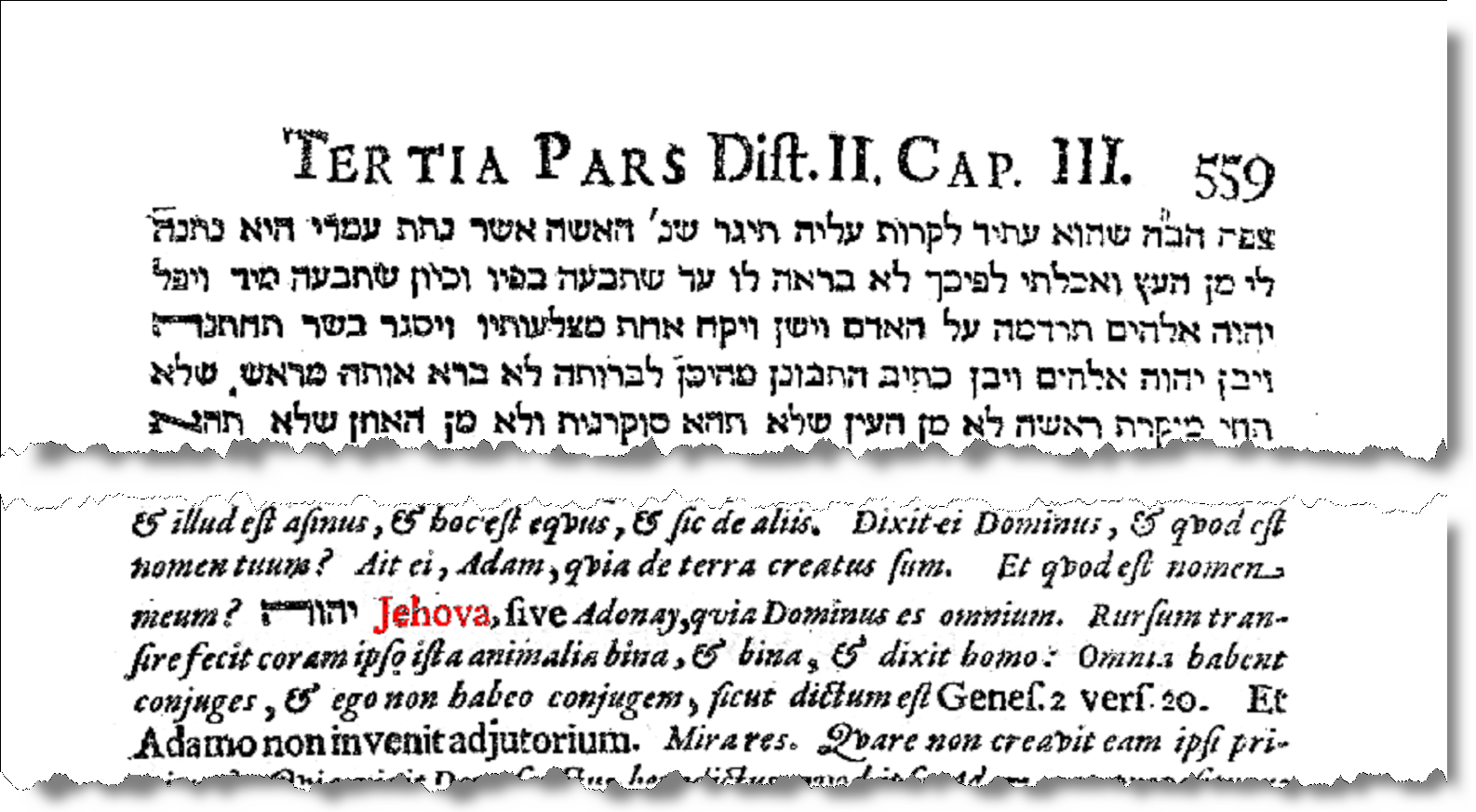

Der Dominikaner Raymundus Martinus gab das Tetragramm in seinem lateinischen Werk Pugio Fidei adversus Mauros et Judaeos (1278) mit Iehovah wieder. Dabei kombinierte er die Konsonanten I-H-V-H (I steht für J, V für W) mit den Vokalen e-o-a des Ersatzwortes Adonai. Denn er kannte die masoretische Regel nicht, beim Gottesnamen in der Bibel das Ersatzwort zu lesen.
Später übernahmen einige Gelehrte seine Schreibweise des Gottesnamens, so die christlichen Theologen Pietro Colonna Galatino (1518), William Tyndale (1530) und Immanuel Tremellius (1580) sowie der jüdische Philosoph Baruch de Spinoza in seinem Tractatus theologico-politicus (1670). Ihnen widersprachen damalige Theologen, die die masoretische Praxis kannten, etwa Johannes Drusius (1550–1616).

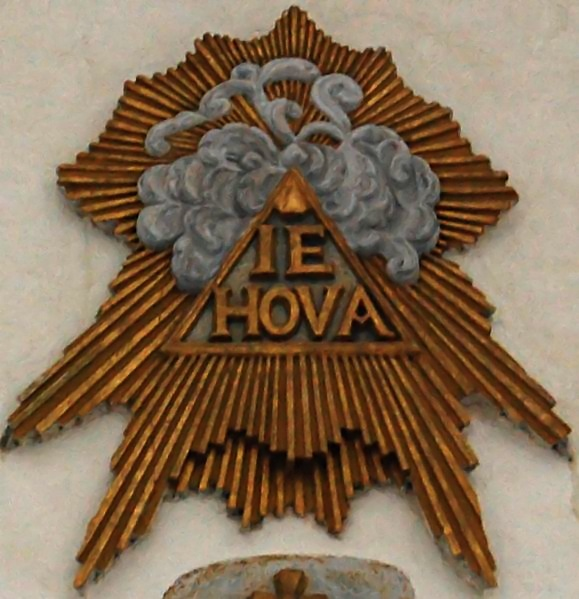
Kirche in Sør-Fron, Norwegen
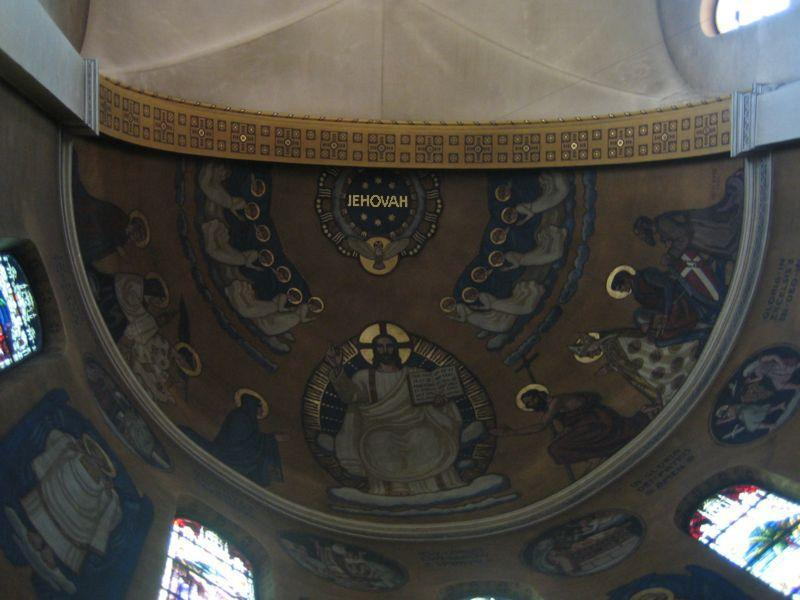
Martinskirche in Olten, Schweiz
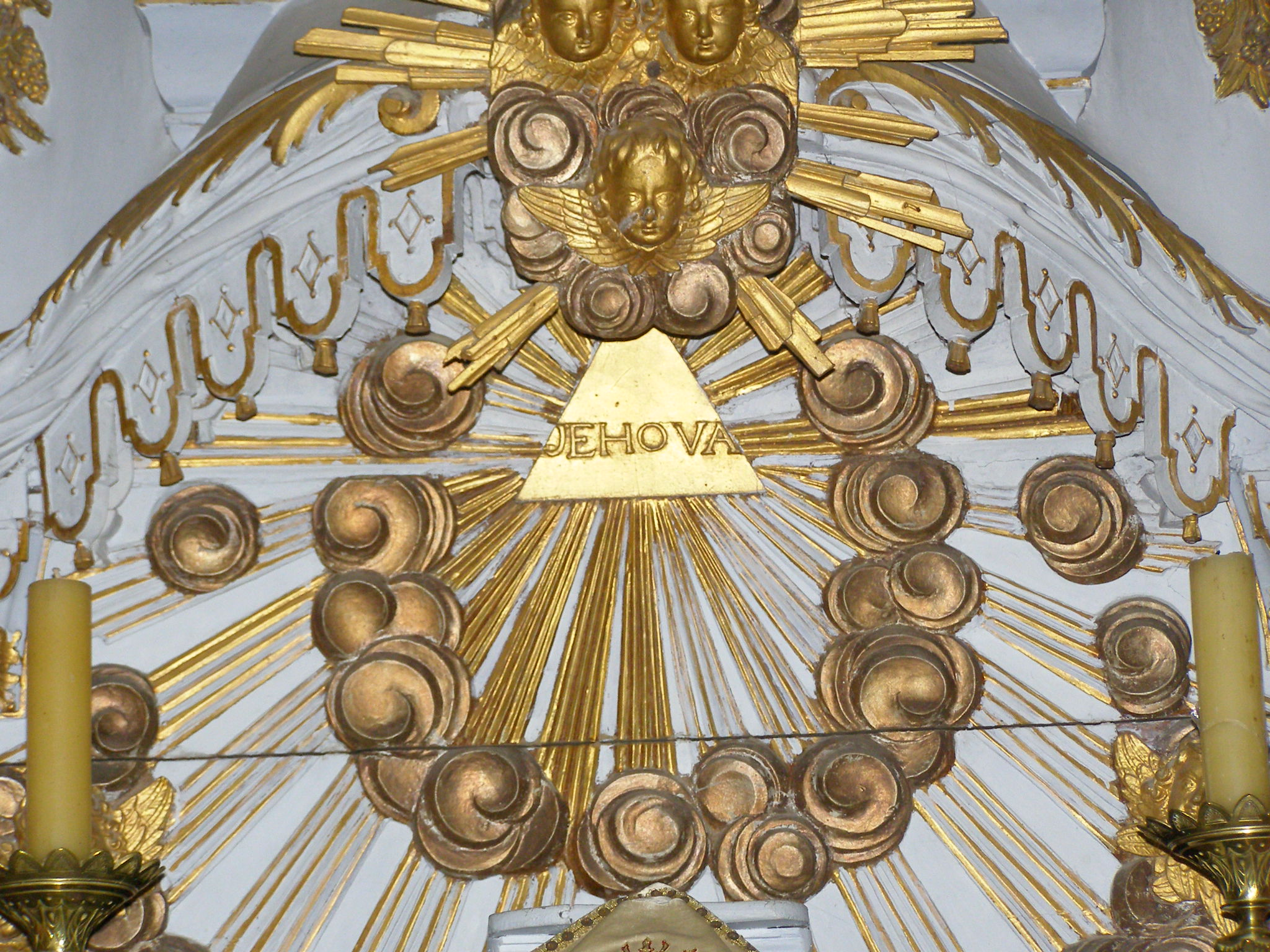
Kirche in La Motte (Côtes-d’Armor), Frankreich

Seit der Reformationszeit (ab 1517) erscheint der Name Jehova oder Iehova öfter auf Münzen eingeprägt, an und in Kirchengebäuden und in evangelischen Kirchenliedtexten, so im Choral „Dir, Dir Jehova will ich singen“ von 1695. Bei dessen Aufnahme in das heutige Evangelische Gesangbuch (EG 328) wurde Jehova durch „o Höchster“ ersetzt. Jehova findet sich unter anderem in Oratorien Georg Friedrich Händels, Giuseppe Verdis Oper Nabucco, Franz Schuberts Lied „Die Allmacht“ (D 852 op. 79,2) und Heinrich Heines Ballade Belsatzar.
Der jüdische Theologe Moses Mendelssohn übersetzte den biblischen Gottesnamen meist mit „der Ewige“, in seiner Psalmenübersetzung manchmal aber auch mit Jehovah. Dem folgten die jüdischen Orientalisten Julius Fürst in seinem Bibelkommentar (1867) und Lazarus Goldschmidt in seiner unvollendeten Bibelübersetzung. Simon Bernfeld übertrug den Gottesnamen in seinen Untersuchungen zu den Altertümern Israels (1892) als Jehova, übersetzte ihn in seinem Bibelkommentar (1899) jedoch mit „Jahweh“.
Die ersten Ausgaben der Elberfelder Bibel von 1891 und 1905 schrieben den Gottesnamen Jehova. Spätere Herausgeber distanzierten sich davon.
Die Zeugen Jehovas verwenden diese Schreibweise in ihrer „Neue-Welt-Übersetzung der Heiligen Schrift“ (deutsche Gesamtausgabe seit 1971) durchgängig für JHWH im AT und Kyrios im NT. Die Kirche Jesu Christi der Heiligen der Letzten Tage (Mormonen) bezeichnet Jesus (nicht Gott) in ihren Schriften meist als Jehova.

### Rekonstruktionsversuche der Aussprache
Seit dem frühen 18. Jahrhundert versuchten christliche Bibelwissenschaftler die Aussprache des Tetragramms und seine Urform zu rekonstruieren. Dabei knüpften sie an die biblischen Kurzformen und deren von den Masoreten festgelegten Vokalzeichen an. Der lutherische Theologe Romanus Teller zählte 1749 folgende Lesarten auf: Jevo, Jao, Jahe, Jave, Javoh, Jahveh, Jehvah, Jehovah, Jovah, Jawoh oder Javoh.
Die Aussprache „Jahweh“ war um 1800 bereits wiederhergestellt worden; sie gilt heute als die wahrscheinlichste. Dafür sprechen die masoretische Vermeidung des Langvokals auf der ersten Silbe, die Eigenart des Hebräischen, offene Schlusssilben eines Verbs mit langem Vokal zu unterlegen, neue vor- und nachexilische Belege aus Israels Umwelt, die den jüdischen Gottesnamen als „Jawe“, „Jabe“ oder „Jauwe“ überliefern, und griechische Übertragungen aus dem 1. Jahrhundert wie iabe oder iaoue. Das griechische Beta oder Omikron+Ypsilon wurden ähnlich ausgesprochen wie das hebräische Waw.

### Exegetisch-theologische Kommentare
Der Alttestamentler Ludwig Köhler (1936) betonte zu Ex 3,14: „‚Ich bin der ich bin‘ ist eine Aussage, welche die Auskunft verweigert. Gott gibt Mose nicht das Geheimnis seines Wesens preis. Wer Gott ist, wird Mose an seinem Wirken schon sehen.“
Für den Alttestamentler Gerhard von Rad grenzte sich die biblische Theologie damit von der altorientalischen Umwelt ab: Dort enthüllt der Name immer das ganze „Wesen“ seines Trägers, so dass dieser darin greifbar ist. Für den Kult war diese Enthüllung unentbehrlich, um ein „Gedenken“ an die Gottheit zu stiften: „Der Name zwingt die Gestalt zu bleiben und verbürgt, dass der Mensch sie immer wieder findet.“ Nur wer ihren Namen kannte, konnte eine Gottheit herbeirufen und für die eigene Not interessieren. Damit war unvermeidbar Missbrauch für menschliche Interessen verbunden. So wurden Gottes- oder Dämonennamen in der Magie zur Zauberformel, mit der sich der Genannte herbeizitieren lässt (siehe Rumpelstilzchen).
Auch für den Alttestamentler Walther Zimmerli weist Ex 3,14 diesen Missbrauch zurück. Das redende Subjekt behalte sich seine Selbstoffenbarung vor und setze allen Versuchen, Gottes Wesen aus seinem Namen zu erschließen, eine unübersteigbare Grenze: „Für Israel ist der Jahwename ein das Persongeheimnis feststellender, kein das Wesen Jahwes aufschließender, es zuordnender Name.“
Von da aus betonen viele jüdische und christliche Ausleger den Zukunftsaspekt. Ernst Bloch übersetzte Ex 3,14 mit „Ich werde sein, der ich sein werde“ und stellte dieses erst in der Zukunft vollendete Sein einer zeitlos unveränderlichen Gottesexistenz gegenüber. Diese repräsentiere der von Plutarch überlieferte Name Apollons: „El: Du bist“. Hans Küng nannte im Anschluss an Martin Buber beide Übersetzungsmöglichkeiten: „Ich bin da, als der ich da bin“ oder „Ich bin da, als der ich da sein werde.“ Dies sei keine metaphysische Wesensaussage wie das „Sein-selbst“ oder „Sein-an-sich“ im Thomismus, sondern eine Absichtserklärung zur Anwesenheit, zum dynamischen Dasein, Gegenwärtigsein, Wirklichsein, Wirksamsein, die keine Objektivierung, Festlegung oder Verfestigung eines Gottesbildes zulasse.
Auch Karl Barth sah im Gottesnamen die beiden Aspekte der Zurückweisung im Blick auf Gottes Subjektsein, der Verheißung im Blick auf Gottes heilvoll zugewandtes Wirken in der Geschichte. Er kommentierte Ex 3,14 so: „Ich bin der, dessen eigentlichen Namen niemand nachspricht – das ist bedeutsam genug: Der offenbarte Name selbst soll durch seinen Wortlaut an die Verborgenheit auch und gerade des offenbarten Gottes erinnern.“ Diesen als „eschatologischer Vorbehalt“ bezeichneten Aspekt – Gott allein wisse, wer er sein, wann, wem und wie er sich zeigen werde – deutete Barth später als Offenheit des Alten Testaments für die Menschwerdung Gottes in Jesus Christus: „Der Name Jahwes, der im Alten Testament die alleinige Quelle allen Trostes und Heils ist, ist jetzt konkret gefüllt durch das Heilsgeschehen, dessen Subjekt der Mensch Jesus ist.“

### Übersetzungen
Martin Luther übersetzte Ex 3,14 in seiner Lutherbibel von 1545 futurisch mit „Jch werde sein, der ich sein werde“. JHWH im AT übersetzte er mit „HERR“, ebenso Kyrios im NT, wo das Wort den Vater Jesu Christi meint. Wo es Jesus Christus selbst bezeichnet, übersetzte er es mit „der HErr“. Das einfache „Herr“ dagegen bezeichnet in der Lutherbibel einen Menschen. Demgemäß übersetzen auch die meisten evangelischen Bibelübersetzungen JHWH mit „HERR“, Adonai mit „HErr“.
Die Textbibel von 1900 und die Neue evangelistische Übersetzung (NeÜ) von 2010 übersetzen JHWH im hebräischen Grundtext durchgängig mit „Jahwe“, Die Bibel in deutscher Fassung (BdF) mit „Jahweh“. Die Bibel in gerechter Sprache (2006) legt keine Übersetzung fest, sondern bietet ihren Lesern verschiedene Lesemöglichkeiten an, vor allem um ein patriarchales Gottesbild auszugleichen.
Die Einheitsübersetzung von 1980 gebrauchte für JHWH an 133 Stellen „Jahwe“, meist aber „Herr“. Die revidierte Fassung von 2016 gibt JHWH einheitlich mit „HERR“ wieder. Für Adonai JHWH steht dort „Gott, der Herr“, in der revidierten Lutherbibel „Gott der HERR“. Auch in der Herder-Bibel wurde „Jahwe“ durch „Herr“ ersetzt. In den meisten anderen Sprachen wird dies ähnlich gehandhabt. Die Revisionen folgten den Normen des Vatikans für die Übersetzung der Heiligen Schrift in die Volkssprachen (Liturgiam authenticam) von 2001: Mit Rücksicht auf die kirchliche Tradition sollte das Tetragramm nur noch durch ein Wort wiedergegeben werden, das dem lateinischen dominus („Herr“) entspricht.

### Gottesdienstpraxis
Am 29. Juni 2008 sandte das vatikanische Dikasterium für den Gottesdienst und die Sakramentenordnung an alle römisch-katholischen Bischofskonferenzen der Welt eine Richtlinie, den Gottesnamen in Liturgie, Gebeten und Kirchenliedern aus Respekt vor der jüdischen Tradition und in Treue zu den Gebräuchen der christlichen Tradition nicht mehr auszusprechen. Damit reagierte Papst Benedikt XVI. auf eine Bitte des römischen Oberrabbiners Riccardo Di Segni vom Januar 2006.